# Moradia nº 28 da rua de Alcolena

## Moradia n.º 28 da rua de Alcolena (Restelo)

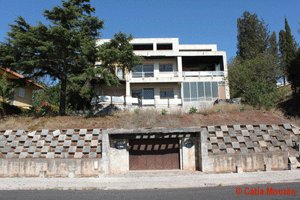
A moradia N.º 28 da Rua de Alcolena (Restelo). Arquitecto António Varela. 1951-1955.

A moradia n.º 28 (antigo lote 149) da rua de Alcolena é uma vivenda de habitação unifamiliar localizada no Bairro do Restelo (Encosta da Ajuda, Freguesia de Santa Maria de Belém).

### Historial
Esta vivenda foi encomendada por D.ª Maria da Piedade Gomes e seu filho, Dr. José Manuel Ferrão, e traçada em 1951 pelo Arquitecto António Varela, com a colaboração do Engenheiro Adolf Spitz e do Pintor José de Almada Negreiros e do Escultor António Amaral Paiva.
É evidente, logo nos primeiros projectos, um conjunto artístico extraordinariamente rico e com admirável unidade simbiótica entre a arquitectura e as diferentes expressões plásticas associadas (vitral, azulejo, escultura adossada e de vulto pleno e ainda placas incisas). O resultado é uma Obra de Arte Modernista unificada, de fruição duplamente privada e pública, funcional e estética, racional e emotiva, que permite uma interessante abordagem do ponto de vista da psicologia da habitação e da afirmação da residência enquanto obra de expressão cultural e social, ultrapassando claramente o próprio conceito coevo de obra arquitectónica utilitária ornamentada.
Habitada desde 1954, foi pontualmente adaptada em 1955 pelo mesmo arquitecto, por solicitação dos mesmos proprietários que desejaram transformar a cobertura num espaço ajardinado, adicionar uma suite para hóspedes no terraço e reorganizar as divisões dos aposentos.
Nos Anos 80 foi novamente adaptada, já por construtores civis e a pedido do Dr. José Manuel Ferrão, que decidiu remover os canteiros da cobertura, fechar algumas varandas e recompor o jardim.
O edifício encontra-se abrangido pela Zona Especial de Protecção de vários monumentos nacionais e consta do Inventário Municipal de Património desde 1992.
Em 2001 a moradia foi vendida, pela primeira vez, ao Sr. Carlos Lopes, e em 2008, pela segunda vez, ao Sr. Vítor Santos.
Em Janeiro de 2009, o novo proprietário do imóvel solicitou à Câmara Municipal de Lisboa a demolição da moradia e a reconstrução ex novo, de acordo com um projecto do ateliê do Arquitecto João Massapina; por sua vez, a 19 de Fevereiro, o anterior proprietário iniciou a remoção dos azulejos, cuja venda não estava compreendida no contrato. O pedido de demolição e de nova edificação foi reprovado em reunião de Câmara e a remoção dos azulejos foi interrompida por embargo municipal, com base nas condições legais inerentes à localização geográfica e ao interesse patrimonial do conjunto.
Cientes do seu valor, vários cidadãos e instituições empreenderam diversas iniciativas para a classificação da casa, salientando-se as propostas do Movimento Cidadãos por Lisboa para a conversão do edifício em Casa-Museu do Modernismo, a abertura de uma Petição online pela Ordem dos Arquitectos, a realização de uma Palestra com Debate pela Ordem dos Arquitectos (a 24 de Março, com uma intervenção conjunta dos Arquitectos Leonor Cintra e Michel Toussaint e da Historiadora de Arte Doutora Cátia Mourão), a criação de um website, a publicação de vários artigos na imprensa nacional de divulgação geral e especializada e ainda a publicação de dois livros (um sobre o vitral que Almada Negreiros pintou para esta casa e outro sobre a moradia).
Não obstante os esforços e o facto de o edifício ter estado, desde Março de 2009, em processo de classificação como Imóvel de Interesse Municipal, em Agosto do mesmo ano foi aprovado, em nova reunião da CML, um diferente projecto do mesmo ateliê, que apesar de respeitar a manutenção da arquitectura e da sua decoração, contemplava a edificação de um anexo geminado à direita da casa e a alteração de algumas estruturas do edifício antigo. Esta aprovação marcou o fim inapelável do processo de classificação em curso, por determinar a perda da integridade do conceito de Obra de Arte total subjacente à sua concepção original. Com efeito, o projecto quebrou a inquestionável coerência orgânica estrutural e simbólica de toda a propriedade (compreendendo não apenas a arquitectura, mas também a decoração e ainda o jardim) e tornou a sua leitura manifestamente lacunar.
Ainda no mês de Agosto, foi feito outro requerimento para adaptação pontual daquele plano, o qual foi também aprovado no início do ano de 2010.
As obras de construção do edifício geminado foram iniciadas em Março de 2010, sob protesto de vários cidadãos que solicitaram ao Procurador-Geral da República e ao Provedor de Justiça as devidas averiguações.

### Jardim

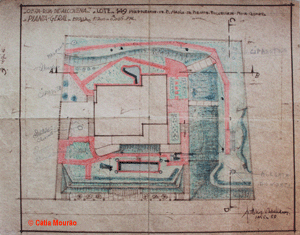
Planta arquitectónica do jardim da moradia N.º 28 da Rua de Alcolena (Restelo). António Varela. 1955.

A cota do terreno onde a casa se insere é elevada em relação ao nível da rua e à implantação das moradias vizinhas. Tal característica é notória não apenas na observação in loco mas também na análise de uma planta do jardim da vivenda que se conserva no espólio particular da família dos seus primeiros proprietários.
Ao invés da transformação do terreno, por meio de terraplanagem, optou-se pela assunção e pela acentuação do desnível, alicerçando a arquitectura numa espécie de fosso e fazendo-a brotar, qual árvore, de um “ventre” telúrico, expressando plasticamente o sentido da citação de Paul Éluard epigrafada na cantaria:
«LA MAISON S'ÉLÈVA / COMME UN ARBRE FLEURIT / PAUL ÉLUARD»
Mais abaixo, outra epigrafia exibe o nome do arquitecto e a data da conclusão da obra:
«ARQ. / ANTÓNIO / VARELA / 10 DE / FEVEREIRO / DE 1954»
O simbolismo desta implantação liga-se também ao das espécies vegetais escolhidas para o jardim. No documento desenhado, a proprietária acrescentou os nomes e as exactas localizações de cada, distribuindo-as nas orlas junto aos muros limítrofes do lote, elevadas em relação ao piso térreo da moradia e de acesso feito por meio de escadas à direita. A Norte ficariam uma magnólia, oliveiras e ciprestes; a Noroeste um salgueiro-chorão; a Sul, uma tuia e alecrim-do-norte.
Sendo coníferas, os ciprestes e a tuia têm uma simbologia que justifica a sua habitual utilização funerária nas regiões mediterrânicas, já que a folha perene evoca a imortalidade e a ressurreição.
O número e a disposição escolhidos para os ciprestes reforçam este sentido: num total de 6, 3 estão a Nascente e 3 quase a Poente, dispondo-se em dois triângulos afrontados (formando um hexágono separado pela casa). Se o número 6 pode ter uma simbologia rica e por vezes contraditória, carecendo de uma rigorosa análise contextual, o facto de aqui se encontrar bipartido e repartido por pontos cardiais dialécticos enfatiza o duplo sentido antagónico e complementar que os dois complexos ternários exprimem – o Nascimento e a Morte, o Alfa e o Ómega, ou seja, o devir do Renascimento e da Ressurreição.
O salgueiro-chorão é igualmente considerado uma árvore de tristeza (pelo aspecto visual que motivou a sua designação adjectival) e de imortalidade. Com sentido próximo, o alecrim-do-norte - também conhecido pelas propriedades odoríferas e pelo uso farmacológico das suas flores - era usado já na Antiguidade para ornamentar túmulos, juntamente com os ramos dos ciprestes, e, actualmente, nos países nórdicos é ainda considerado uma planta fúnebre.
A escolha das oliveiras pode explicar-se pela sua ligação à paz, mas sobretudo pelo uso do azeite na iluminação e pelo seu sentido metafórico gnóstico, já que a Luz alude ao Conhecimento.
A magnólia poderá não ter sido seleccionada apenas pela exótica beleza das flores, grandes e intensamente perfumadas, pois ainda que a sua qualidade não esteja discriminada no documento (podendo ser qualquer uma de entre as numerosas famílias existentes), é possível que a sua simbologia de renovação tenha igualmente pesado na escolha: a árvore começa a florir com os ramos ainda desprovidos de folhas, anunciando a Primavera, e nas regiões mais quentes e húmidas, consegue florescer segunda vez, já no Verão e coberta de folhas, reiterando a faculdade regeneradora. 
Para além dos elementos vegetais, este jardim conta também com dois elementos aquáticos: um lago rectangular na frente e um trapezoidal, de cantos curvos, a tardoz. A estes junta-se um poço seco, ausente nesta planta mas cuja presença se confirma no local, e que se situa a Noroeste. Possivelmente construído  a posteriori  a sua intenção original permanece arcana mas sabe-se que veio a ser utilizado tardiamente como aterro.
Esta combinação entre vegetação, água e terra recria um microcosmo unificado de evocação primordial, no seio do qual nasce a Casa ordenada.

### Azulejos

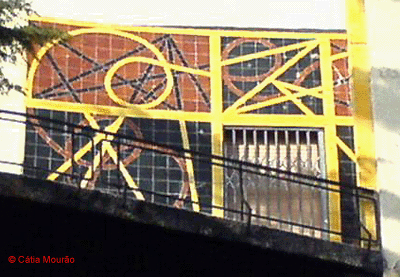
Painel de azulejos com decoração geométrica na fachada principal. Almada Negreiros. Fábrica de Cerâmica Viúva Lamego. 1953.

As varandas da fachada principal encontram-se decoradas com vários painéis de azulejos concebidos por Almada Negreiros e executados na Fábrica de Cerâmica Viúva Lamego em 1953.
A varanda da grande sala (no piso térreo, à esquerda) apresentava um Arlequim de corpo inteiro, de cor negra, delimitado a branco e destacado em fundo verde. Inicialmente fazia par com uma Bailarina, em estilo e cor idênticos, na parede direita da varanda da cozinha, mas em fase posterior esta última varanda foi fechada e o diálogo visual foi cortado. Em Fevereiro de 2009 estes dois painéis foram destacados e entregues à guarda do Museu da Cidade, sendo reintegrados no local de origem em 2010.
Nas paredes esquerda e frontal da varanda da cozinha desenvolve-se uma composição policroma em triângulos afrontados pelos vértices, em oposição de cores, onde se observam várias figuras da Commedia dell'Arte que caracterizam o reportório almadiano desde os primeiros anos da sua carreira artística: o casal Arlequim e Columbina deitados em frente a uma janela, com treliça estrelada; um Pierrot contemplando a lua; um casal de acrobatas; uma Columbina em baloiço e novamente o casal Arlequim e Columbina, agora abraçados numa embarcação onde se lê a palavra «EROS», tendo abaixo um cisne. Uma parte deste grande painel foi igualmente destacada em Fevereiro de 2009, ficando também provisoriamente no Museu da Cidade e vindo a ser reintegrada em 2010.
Na varanda dos aposentos de D.ª Maria da Piedade vê-se, à esquerda, um painel policromo com Arlequim e Columbina enamorados, sentados em frente a uma mesa redonda, com uma janela por detrás e com uma gaiola suspensa. Na parede frontal estende-se um painel maior com vaso de planta trepadeira, uma treliça e novamente o casal Arlequim e Columbina caminhando abraçados ao luar, partilhando um único casaco. Na parede direita observa-se outro painel policromo com Arlequim de costas e acrobata a cavalo.
No terraço da entrada privada de José Manuel Ferrão vê-se o único painel geométrico da vivenda, que prenuncia o painel inciso feito pelo artista na década seguinte para a sede da Fundação Calouste Gulbenkian. Nele vislumbra-se a formação de um pentagrama e de uma espiral.
Na varanda da biblioteca do dono da casa complementam-se dois painéis afrontados, concebidos nas mesmas cores dos da varanda inferior, respectivamente com um Pai e um Filho e com uma Mãe e um Filho, aludindo, ambos, à união do Amor e da Família.
Os painéis figurativos foram foram feitos na técnica do Terceiro Fogo e o geométrico em alicatado.

### Vitral

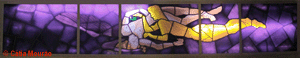
Vitral com representação de Eros e Psique. Almada Negreiros. 1954.

Para a biblioteca de José Manuel, Almada Negreiros executou o seu único vitral destinado a uma vivenda de habitação.
Provavelmente fabricado na Oficina de Vitrais e Mosaicos de Ricardo Leone, a obra representa o casal Eros e Psique, protagonista do antigo mito de Amor e de Iniciação ao Conhecimento relatado por Lúcio Apuleio (125-180 d.C.) em O Asno de Ouro.
Este tema - que se coaduna perfeitamente com o espaço de leitura, aprendizagem e conhecimento para onde foi projectado - foi abordado por alguns poetas, filósofos herméticos e racionais modernistas, com particular enfoque para Fernando Pessoa, que lhe dedicou um poema místico. Também Almada já o tinha explorado em desenhos sobre papel e numa peça de teatro, que deixou incompleta e que foi publicada postumamente, intitulada O Mito de Psique (versão modernista da lenda que não integra o episódio ilustrado no vitral e que também não contempla a morfologia híbrida e alada de Psique e de Eros). Contudo, o aspecto andrógino das duas figuras representadas é inédito nas abordagens que o artista fez desta temática e gera uma “confusão” de géneros que permite a identificação de uma personagem com a outra, promovendo leituras diferentes mas complementares que conduzem a uma mesma e única conclusão: o mito é entendido como uma metáfora do Amor Gnóstico Unitário, uma alusão ao princípio hermético da correspondência, da complementaridade e da união dos opostos.
Estas leituras confluentes permitem relacionar o vitral não só com o poema pessoano - conhecido por Almada e por José Manuel -, mas também com a própria obra literária do artista plástico e sobretudo com a obra poética do dono da casa (em especial o poema «Eros» - publicado na revista homónima da qual foi director - e o romance Alquimia do Sonho).
O vitral foi vendido em 2001 e actualmente integra as colecções da Assembleia da República, decorando a Residência Oficial do Presidente desta instituição.

### Escultura

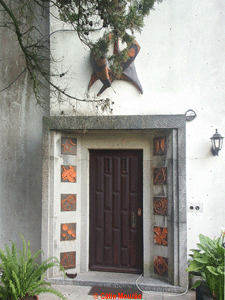
Escultura adossada e placas cerâmicas na entrada principal. António Amaral Paiva. 1953.

António Amaral Paiva foi o autor da componente escultórica desta moradia.
A redundância de sentidos gnósticos nas obras geométricas e figurativas de Almada Negreiros é reiterada nas esculturas de vulto pleno, adossadas e nas placas incisas.
Sobre a porta principal da vivenda eleva-se um elemento neofigurativo abstractizante, aparentemente zoomórfico, do tipo candivorens, moldado em barro bícromo (de cor natural e preto), com estrutura interna metálica, que sugere um Ouroboros.
A moldura da mesma porta é guarnecida por 10 placas de cerâmica também bícroma e vidrada, 5 dispostas de cada lado, com motivos geométricos em relevo, destacando-se um pentagrama, crescentes lunares, cones, círculos, uma espiral dourada e um ensaio de quadratura do círculo.
Uma escultura de vulto pleno em metal, representando São Francisco de Assis com um cão (animal predilecto do proprietário), foi executada pelo mesmo autor para a moradia. Originariamente colocada no jardim, foi posteriormente transferida para o interior da casa e mantém-se, actualmente, na colecção privada das herdeiras da família Ferrão.

### Decoração interior

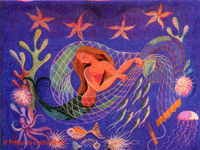
Tapeçaria com representação de Sereia. Sarah Afonso. Manufactura Tapeçarias de Portalegre. Anos 50 do Séc. XX.

Para além das expressões plásticas agregadas à arquitectura, outras obras de Arte integraram o recheio da habitação.
Actualmente dispersas por diversas colecções, destacamos uma tapeçaria de parede concebida por Sara Afonso, uma pintura a óleo sobre tela de Almada Negreiros e outra de Eduardo Viana.
A tapeçaria, executada na Manufactura de Portalegre, representa uma cena marinha com sereia em rede de pesca, lembrando uma pintura a óleo sobre tela da mesma autora, datada de 1939 (propriedade dos seus herdeiros). A figura mitológica repete-se num azulejo de Almada Negreiros, exibido na varanda inferior direita da moradia, facto que também contribui para a leitura unitária do conjunto.
A pintura de Almada, intitulada Novela - que repete uma outra ao lado da qual o próprio pintor posou em fotografia -, representa uma jovem mulher de cabelos ruivos e camisola verde, marcando com o dedo indicador o meio de um livro, cuja leitura parece ter interrompido para se entregar a uma atitude sonhadora. A temática, o cromatismo dos cabelos e da indumentária, o empastamento da pincelada e o efeito da mancha pictórica lembram uma obra de Mário Eloy, cerca de 10 anos anterior, intitulada O Livro Azul.
A pintura de Eduardo Viana mostra uma paisagem de Sintra. A escolha do tema poderá ter estado relacionada com o facto de os proprietários da casa terem, à época, uma quinta na região, talvez com vista aproximada daquela que se observa no registo.